# Høst
Høstudstillingen (De Oogsttentoonstelling), doorgaans kortweg Høst (Oogst of Herfst) genoemd, was van 1934 tot 1950 een Deense kunstenaarsvereniging.
Voorlopers van Høst waren de kunstenaarscollectieven Den nye Udstilling (De Nieuwe Tentoonstelling), Humoristsalon en Billedhuggersammenslutningen (De Beeldhouwersvereniging).    Aanvankelijk bestond de groep uit zowel naturalistische als abstracte kunstenaars. Die laatste categorie kreeg de overhand nadat in 1936 de Corner-beweging zich bij Høst aansloot. Tot de leden behoorden onder anderen Else Alfelt, Ejler Bille, Sonja Ferlov, Henry Heerup, Egill Jacobsen, Asger Jorn, Richard Mortensen, Carl-Henning Pedersen en Erik Thommesen. Deze kunstenaars zouden ook deel gaan uitmaken van de Cobra-beweging en hadden daarbinnen een sterke invloed.
De kunstenaars van Høst ontwikkelden een "mythescheppende" uitingsvorm, waarbij veelvuldig fantasievormen voorkwamen. De leden werden geïnspireerd door de primitieve volkskunst. Deze uitingsvorm zou later uitgroeien tot de zogenaamde Cobrataal.
In Nederland werd in 1948 de Experimentele Groep in Holland opgericht, die Høst als voorbeeld gebruikte.